# Donosari (Patebon)
Donosari is een bestuurslaag in het regentschap Kendal van de provincie Midden-Java, Indonesië. Donosari telt 2510 inwoners (volkstelling 2010).